# جوزيف غريفين
جوزيف غريفين هو ممثل كندي، ولد في 1963 بمونتريال في كندا.

## وصلات خارجية
- جوزيف غريفين على موقع IMDb (الإنجليزية)
- جوزيف غريفين على موقع ألو سيني (الفرنسية)
- جوزيف غريفين على موقع أول موفي (الإنجليزية)
- جوزيف غريفين على موقع قاعدة بيانات الأفلام السويدية (السويدية)
- جوزيف غريفين على موقع قاعدة بيانات الفيلم (الإنجليزية)
- جوزيف غريفين على موقع كينوبويسك (الروسية)